# Lučelnica
Lučelnica je naseljeno mjesto u Republici Hrvatskoj u Zagrebačkoj županiji. 

## Zemljopis
Administrativno je u sastavu općine Pisarovina. Naselje se proteže na površini od 15,54 km².
Lučelnica se proteže kroz masiv uravnjenog niskog gorja Vukomeričkih gorica između čijih brijegova teku brojni potoci.
Mjesto Lučelnica smješteno je na sjevernom dijelu općine Pisarovina i na svojoj sjeverozapadnoj i zapadnoj strani graniči s područjem općine Novi Zagreb koje administrativno pripada gradu Zagrebu dok sa sjeveroistočne i istočne strane graniči s područjem koje administrativno pripada gradu Velika Gorica.

## Kultura
U Lučelnici se nalazi kapela sv. Trojstva iz 1935. godine s prelijepim šindrom pokrivenim crkvenim tornjem i iznutra obložena hrastovim kockama velikih dimenzija.

## Stanovništvo
Prema popisu stanovništva iz 2001. godine u Lučelnici žive 332 stanovnika i to u 96 kućanstava. Gustoća naseljenosti iznosi 21,36 st./km².
| broj stanovnika | 330   | 416   | 434   | 510   | 578   | 574   | 562   | 664   | 661   | 630   | 577   | 507   | 451   | 402   | 332   | 298   | 283   |
|                 | 1857. | 1869. | 1880. | 1890. | 1900. | 1910. | 1921. | 1931. | 1948. | 1953. | 1961. | 1971. | 1981. | 1991. | 2001. | 2011. | 2021. |

## Znamenitosti
- Crkva sv. Duha, zaštićeno kulturno dobro